# Club Social Deportivo Instituto Superior Tecnológico Suiza
El Club Social Deportivo Instituto Superior Tecnológico Suiza fue un club de fútbol de la ciudad de Campoverde, en la provincia de Coronel Portillo, en el departamento de Ucayali, Perú.

## Historia
El Club Social Deportivo Instituto Superior Tecnológico Suiza fue fundado el 15 de diciembre de 2005. Su primer logro en el fútbol peruano fue el año 2008, cuando llegó a los octavos de final de la Copa Perú, donde fue eliminado por Íntimo Cable Visión. El año siguiente, el "Tec" obtuvo su revancha y llegó a la final de la Copa Perú 2009. Sin embargo, el equipo selvático perdió la definición por goles de visita y tuvo que conformarse con jugar la Segunda División. La temporada siguiente, y tras una lamentable campaña, el "Tec" volvió a su liga de origen. El año 2013, tras dos temporadas de intrascendencia en la Copa Perú, el equipo no se presentó a jugar la Etapa Distrital.

## Datos del club
- Temporadas en Segunda División: 1 (2010).
- Mayor goleada conseguida:
  - En campeonatos nacionales de local: Tecnológico 3:0 Defensor San José (2009), Tecnológico 3:0 Juventud La Rural (2009).
  - En campeonatos nacionales de visita:
- Mayor goleada recibida:
  - En campeonatos nacionales de local: Tecnológico 1:6 Deportivo Coopsol (Segunda División Peruana 2010)
  - En campeonatos nacionales de visita: Cobresol 10:0 Tecnológico (Segunda División Peruana 2010)

## Entrenadores
- Harry López (2008)
- José Chacaltana Ramos (2009) Subcampeón Copa Perú 2009
- Jorge Terán (2010)
- Hugo Llanos [Interino] (2010)
- Luis Antonio Da Silva "Luisinho" (2010)
- Nelson Sequeira "Nelsinho" (2010)
- Gregory Farfán (2010)
- Hugo Llanos (2010)
- Gregory Farfán (2011)

## Palmarés

### Torneos nacionales
| Competición nacional | Títulos | Subcampeonatos |
| -------------------- | ------- | -------------- |
| Copa Perú (0/1)      |         | 2009.          |

### Torneos regionales
| Competición regional                | Títulos     | Subcampeonatos |
| ----------------------------------- | ----------- | -------------- |
| Etapa Regional - Región III (0/1)   |             | 2008.          |
| Liga Departamental de Ucayali (2/0) | 2008, 2009. |                |
| Liga Provincial de Padre Abad (0/1) |             | 2009.          |